# Georgia Wing Civil Air Patrol
A Georgia Wing Civil Air Patrol (GAWG) é o mais alto escalão da Civil Air Patrol no estado da Georgia. A sede da Georgia Wing está localizada na Dobbins Air Reserve Base, em Marietta.
A Georgia Wing consiste em mais de 1.500 cadetes e membros adultos distribuídos em 34 locais espalhados por todo o Estado.
A ala da Georgia é membro da Região Sudeste da CAP juntamente com as alas dos seguintes Estados: Arizona, Florida, Mississippi, Puerto Rico e Tennessee.

## Missão
A Georgia Wing tem três missões: fornecer serviços de emergência; oferecer programas de cadetes para jovens; e fornecer educação aeroespacial para membros da CAP e para o público em geral.

### Serviços de emergência
A Georgia Wing fornece ativamente serviços de emergência, incluindo operações de busca e salvamento e gestão de emergência, bem como auxilia na prestação de ajuda humanitária.

### Programas de cadetes
Jovens de 12 a 20 anos podem entrar em um programa de cadetes da CAP. Aos 18 anos, eles podem se tornar um membro sênior ou permanecer como cadete. Aqueles que decidem permanecer como cadetes podem continuar até os 21 anos. O programa de cadetes oferece um programa de 16 etapas que abrange educação aeroespacial, treinamento de liderança, preparação física e liderança moral.

### Educação Aeroespacial

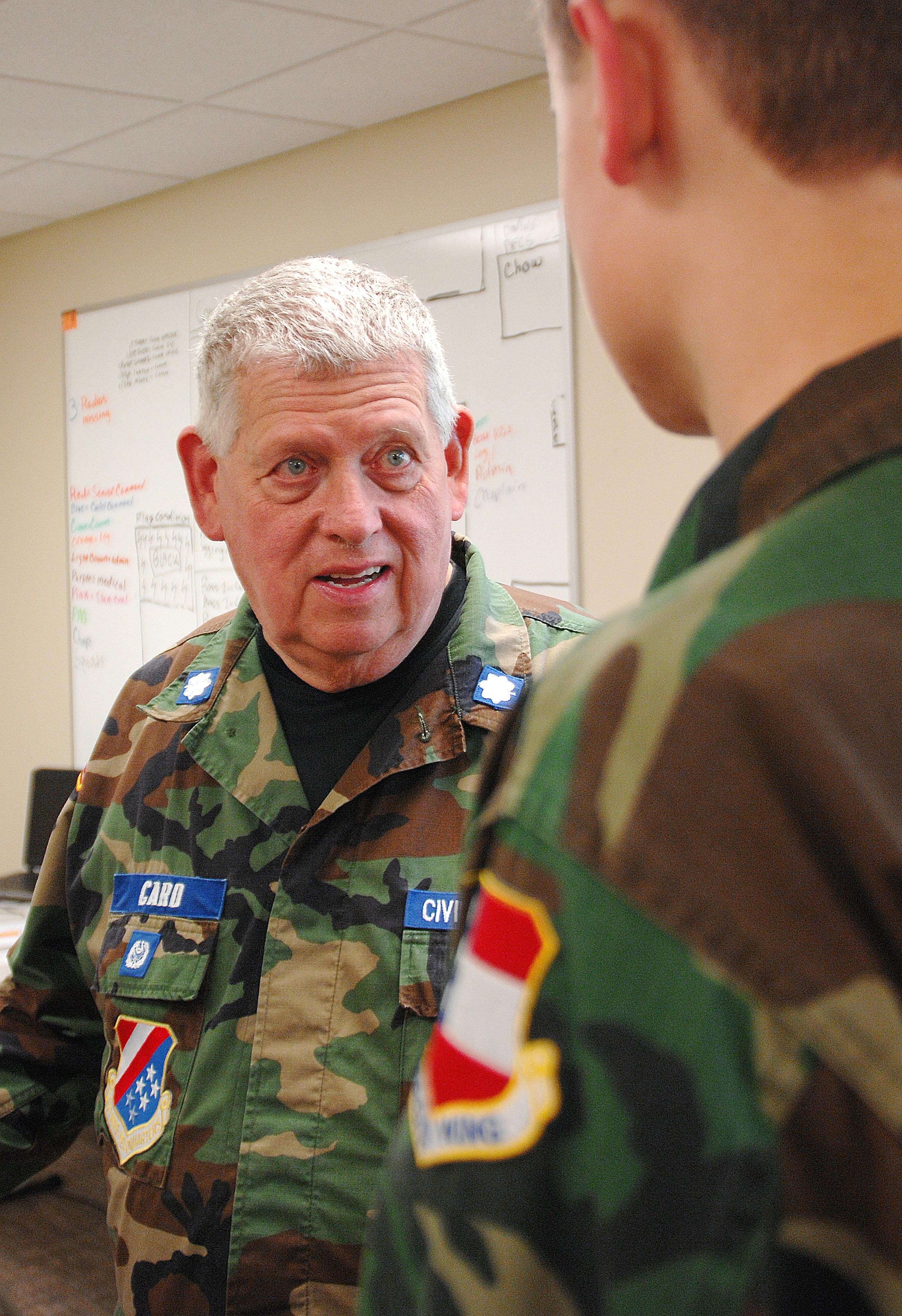
O tenente-coronel James Card, (centro), diretor assistente de comunicações e oficial de licenciamento da Georgia Wing, discute as três missões da CAP com um jovem cadete.

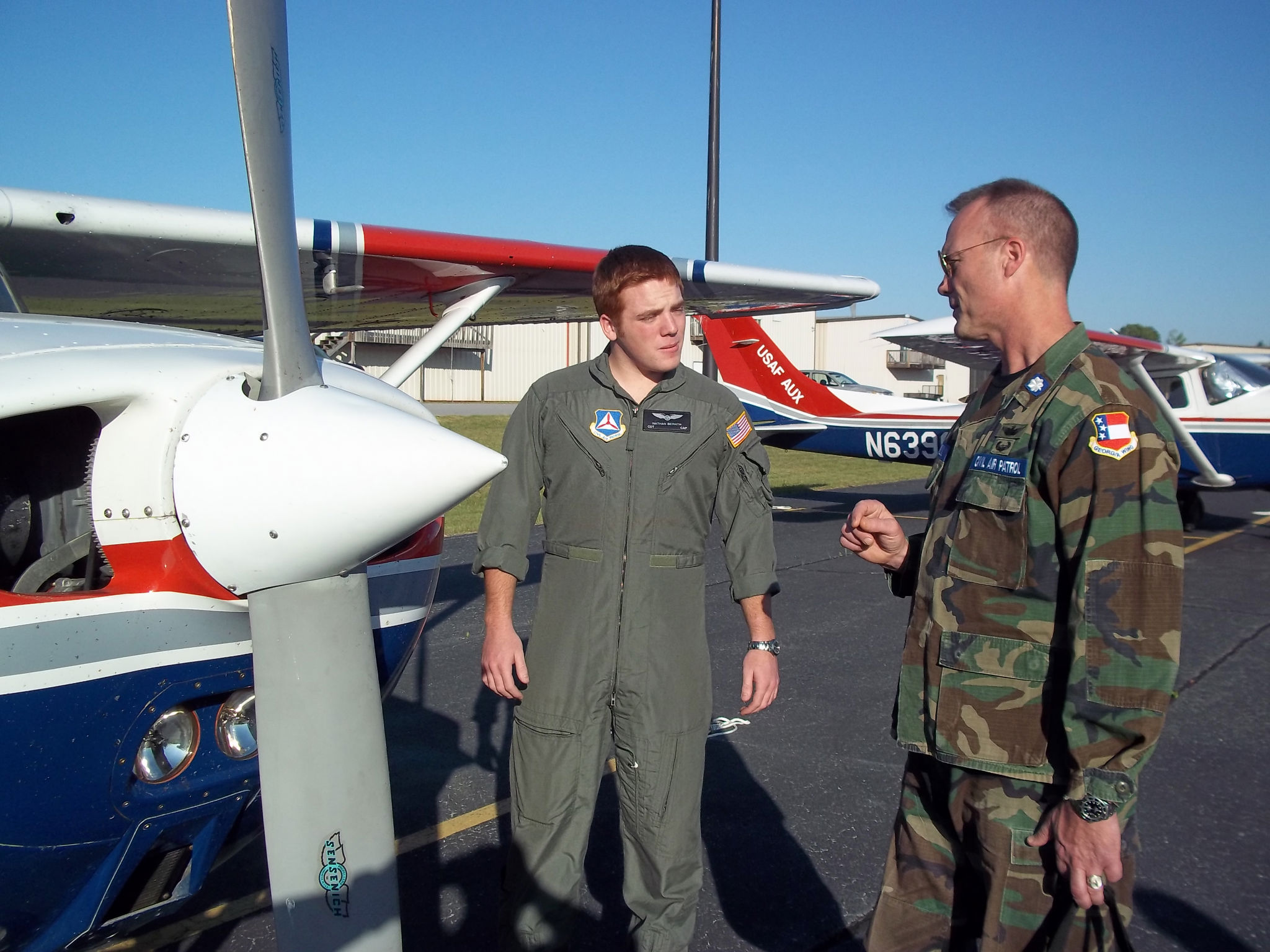
O cadete da CAP, segundo tenente Nathan Bernth (à esquerda), fala com o coronel Brent Bracewell (à direita).

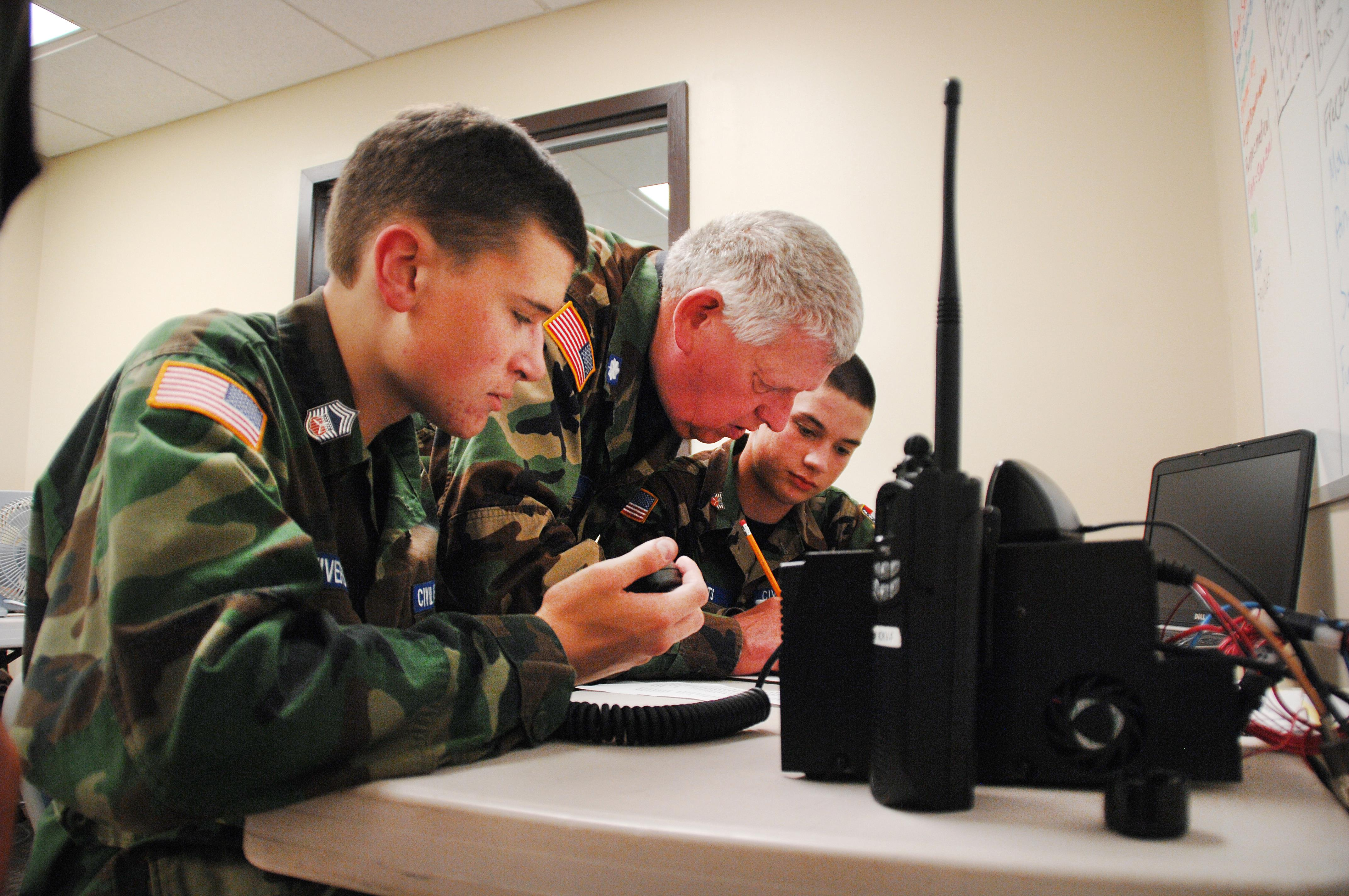
O tenente-coronel James Card, (centro), da Georgia Wing, ensina jovens cadetes como usar equipamentos de comunicação durante o acampamento de verão de uma semana na Base Logística do Corpo de Fuzileiros Navais em Albany.

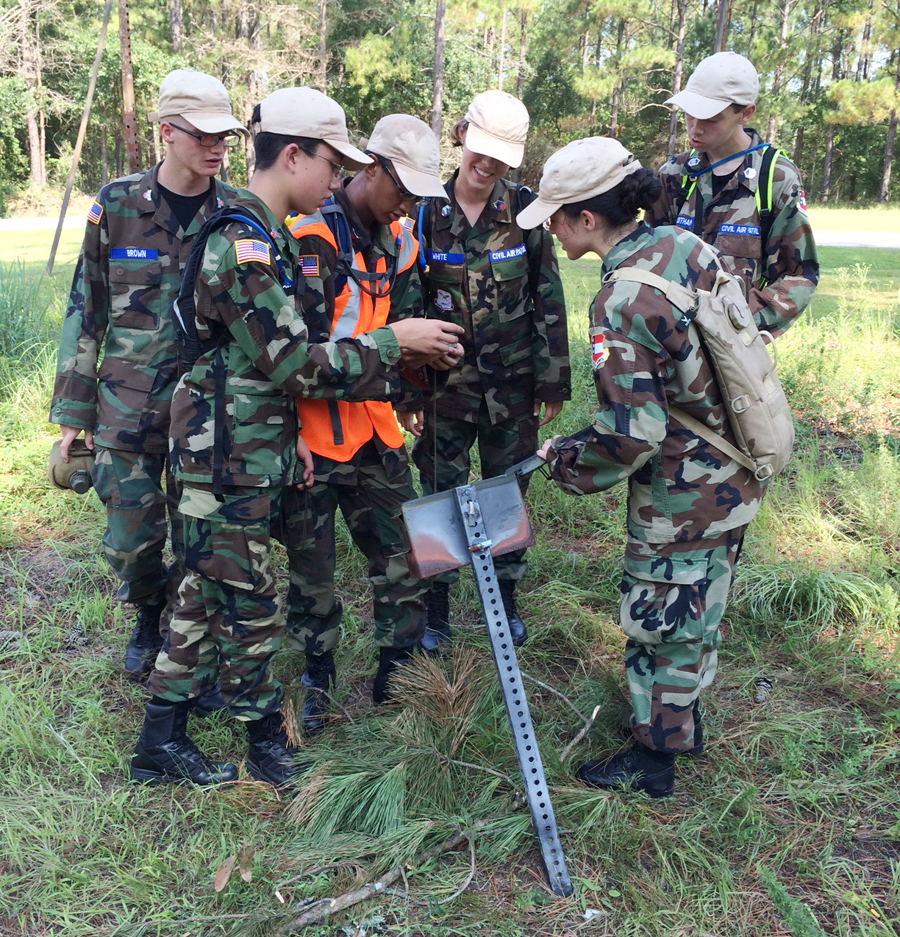
Os cadetes da Georgia Wing Civil Air Patrol colaboram antes de partir para seu próximo objetivo durante o treinamento de navegação terrestre.

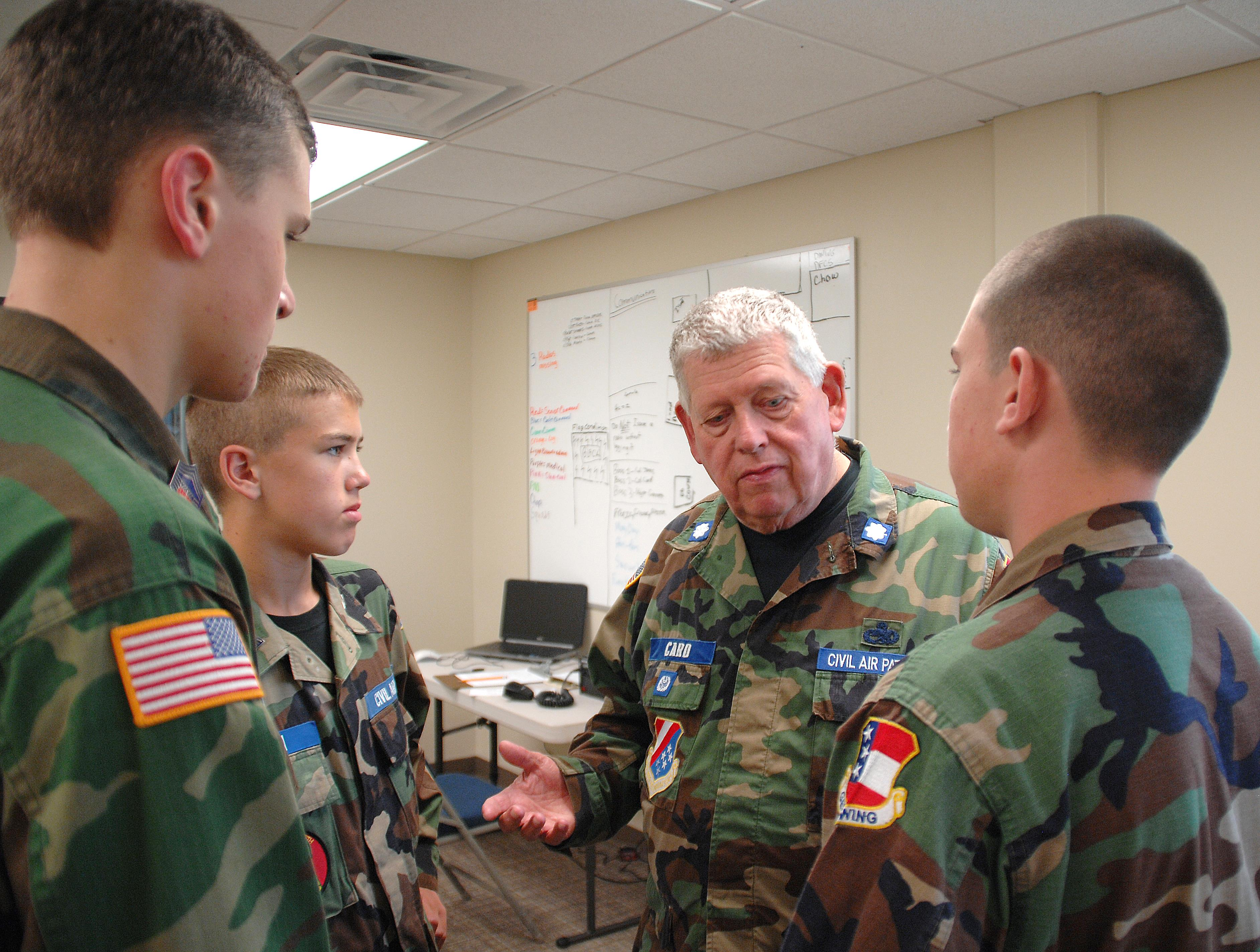
Tenente-coronel James Card, da Geórgia Wing Civil Air Patrol, mentores de jovens cadetes.

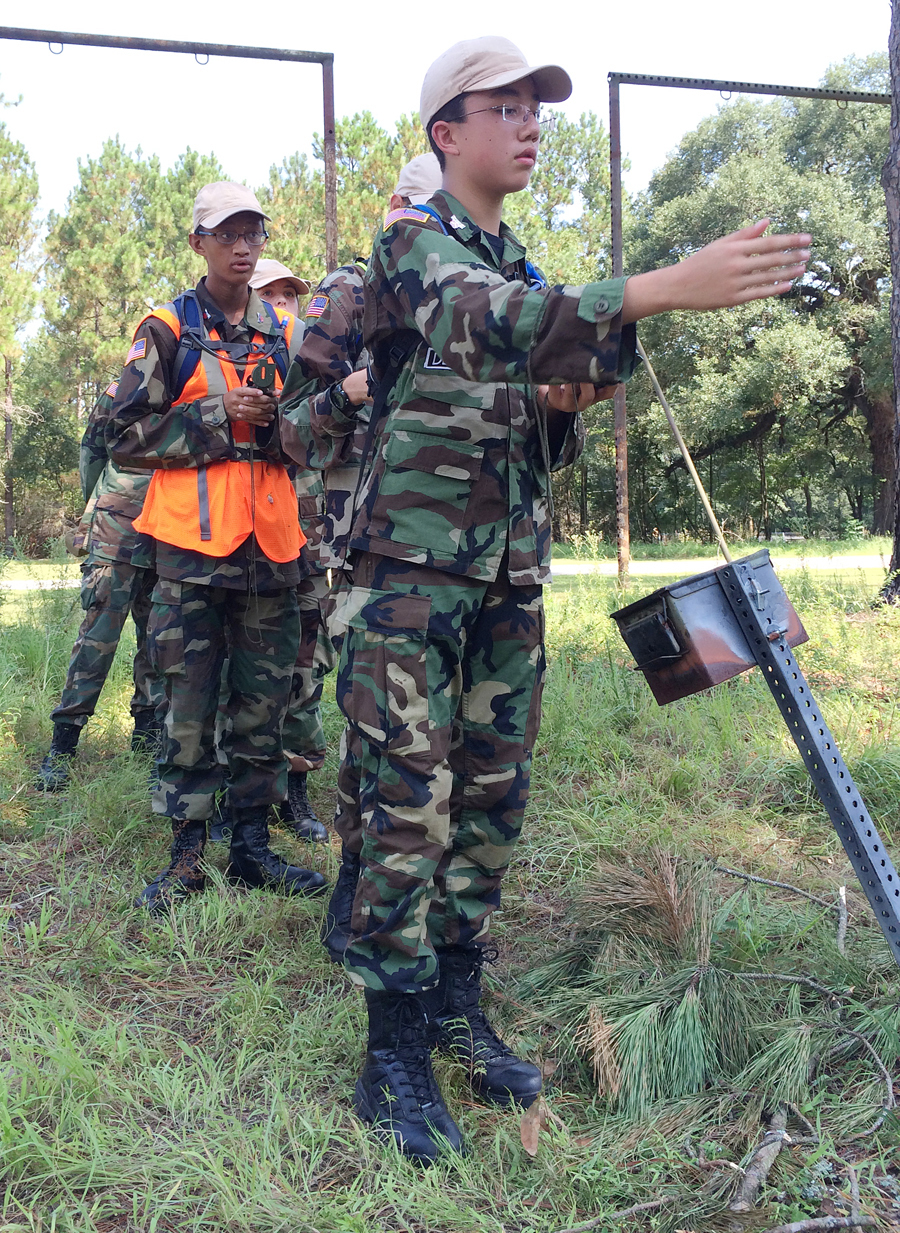
O aviador cadete de primeira classe Blake Jones, "Voo Eco", Esquadrão 2, da Geórgia Wing Civil Air Patrol, aponta sua equipe na direção para encontrar o próximo objetivo durante o treinamento de navegação terrestre.

A Civil Air Patrol oferece educação aeroespacial para seus membros voluntários e para o público em geral. O programa de educação interna para membros da CAP educa membros seniores e cadetes; o programa externo para o público em geral é fornecido por meio de oficinas oferecidas através do sistema educacional do país.

## Estrutura
A Georgia Wing é dividida em seis grupos em todo o Estado, com cada esquadrão sendo designado como um componente de um grupo com base em sua localização geográfica. Cada Grupo conduz seus próprios treinamentos e programas, bem como participa de treinamentos e eventos em larga escala com o restante da Georgia Wing.
| Grupo | Designação | Nome do Esquadrão                  | Localização       | Tipo         |
| ----- | ---------- | ---------------------------------- | ----------------- | ------------ |
| # 1   | SER-GA-118 | Group 1 Headquarters               | Northwest Georgia | Headquarters |
|       | SER-GA-003 | Atlanta Senior Squadron #1         | Marietta          | Senior       |
|       | SER-GA-045 | Sandy Springs Cadet Squadron       | Sandy Springs     | Cadet        |
|       | SER-GA-090 | Cobb County Composite Squadron     | Kennesaw          | Composite    |
|       | SER-GA-129 | Bartow-Etowah Composite Squadron   | Cartersville      | Composite    |
|       | SER-GA-454 | Marietta Air Museum Cadet Squadron | Marietta          | Cadet        |
| # 2   | SER-GA-119 | Group 2 Headquarters               | Northeast Georgia | Headquarters |
|       | SER-GA-065 | DeKalb County Cadet Squadron       | Chamblee          | Cadet        |
|       | SER-GA-112 | Gwinnett Composite Squadron        | Lawrenceville     | Composite    |
|       | SER-GA-130 | PDK Senior Squadron                | Atlanta           | Senior       |
|       | SER-GA-142 | Walton County Composite Squadron   | Loganville        | Composite    |
|       | SER-GA-156 | Barrow-Jackson Composite Squadron  | Winder            | Composite    |
|       | SER-GA-157 | Newton County Cadet Squadron       | Covington         | Cadet        |
|       | SER-GA-452 | Clarke County Composite Squadron   | Athens            | Composite    |
|       | SER-GA-815 | Rockdale County Cadet Squadron     | Conyers           | Cadet        |
| # 3   | SER-GA-121 | Group 3 Headquarters               | Central Georgia   | Headquarters |
|       | SER-GA-002 | Albany Composite Squadron          | Albany            | Composite    |
|       | SER-GA-014 | Griffin Composite Squadron         | Griffin           | Composite    |
|       | SER-GA-033 | Middle Georgia Senior Squadron     | Warner Robins     | Senior       |
|       | SER-GA-419 | South Georgia Cadet Squadron       | Valdosta          | Cadet        |
| # 4   | SER-GA-122 | Group 4 Headquarters               | Southeast Georgia | Headquarters |
|       | SER-GA-069 | Augusta Composite Squadron         | Augusta           | Composite    |
|       | SER-GA-072 | Brunswick Senior Squadron          | Brunswick         | Senior       |
|       | SER-GA-075 | Savannah Composite Squadron        | Savannah          | Composite    |
|       | SER-GA-451 | Statesboro Composite Squadron      | Statesboro        | Composite    |
|       | SER-GA-453 | Effingham Cadet Squadron           | Rincon            | Cadet        |
| # 5   | SER-GA-123 | Group 5 Headquarters               | North Georgia     | Headquarters |
|       | SER-GA-108 | Whitfield-Murray Cadet Squadron    | Dalton            | Cadet        |
|       | SER-GA-152 | North Georgia Composite Squadron   | Blairsville       | Composite    |
|       | SER-GA-160 | Forsyth County Cadet Squadron      | Cumming           | Composite    |
|       | SER-GA-447 | Dahlonega Senior Squadron          | Dahlonega         | Senior       |
|       | SER-GA-506 | Currahee Composite Squadron        | Toccoa            | Composite    |
|       | SER-GA-507 | Ellijay Composite Squadron         | Ellijay           | Composite    |
| # 6   | SER-GA-124 | Group 6 Headquarters               | West Georgia      | Headquarters |
|       | SER-GA-098 | Columbus Composite Squadron        | Columbus          | Composite    |
|       | SER-GA-109 | Fulton Composite Squadron          | Atlanta           | Composite    |
|       | SER-GA-116 | Peachtree City Composite Squadron  | Peachtree City    | Composite    |
|       | SER-GA-153 | West Georgia Composite Squadron    | LaGrange          | Composite    |
|       | SER-GA-154 | Sweetwater Cadet Squadron          | Powder Springs    | Cadet        |

## Escolas
A Georgia Wing administra uma série de escolas para apoiar suas três missões principais (Serviços de Emergência, Educação Aeroespacial e Programas de Cadetes). Essas escolas fornecem instrução e experiência prática para os membros em uma variedade de áreas, desde aviação até busca e resgate.

### Atividades de cadete
Consulte "National Cadet Special Activities" para obter mais informações sobre eventos de atividades especiais pós-acampamento em todo o país.
- Acampamento - essa atividade é normalmente um programa de treinamento em residência de uma semana para cadetes de 12 a 20 anos, supervisionado por Oficiais de Programas de Cadetes adultos treinados com supervisão da USAF.
- Region Cadet Leadership School (RCLS) - também é um curso tipicamente de uma semana, oferecido para cadetes na série C / CMSGT e acima de acordo com CAPR 52-16 (Seção 8-7). O RCLS é semelhante ao programa de treinamento de campo do ROTC da Força Aérea, concentrando-se no desenvolvimento do potencial de liderança de cadetes avançados como líderes diretos e indiretos.
- Glider Flight Acampment - realizados em todo o país e instruem os cadetes nos princípios do vôo, culminando em várias viagens com instrutores qualificados em um planador sem motor.[7]
- Powered Flight Encampment - esses "acampamentos" instruem os cadetes nos fundamentos da aviação. Os cadetes aprendem sobre procedimentos terrestres e aéreos, bem como voam em Cessna 172s e 182s de propriedade da CAP. Os cadetes que se saem bem durante o programa podem ganhar suas asas solo.[7]

### Oportunidades de educação de adultos
Volunteer University - em 2020, todos os cursos de educação de adultos e programas de nível sênior da CAP foram reorganizados na Volunteer University. As referências a Squadron Leadership School (SLS), Corporate Leadership Course (CLC), Region Staff College (RSC) ou National Staff College (NSC) são obsoletas e foram substituídas.